# Kochanek Śmierci
Kochanek Śmierci – powieść detektywistyczna autorstwa Borisa Akunina. Dziesiąta część serii o Eraście Fandorinie.

## Informacje o książce
- Wymiary: 130 × 200
- Liczba stron: 303
- Oprawa miękka: ISBN 83-7391-222-3

## Fabuła
Jest rok 1900. Fandorin poszukuje ukrytego w podziemiach skarbu. W sprawę zamieszana jest dziewczyna zwana Śmiercią, której kochankowie giną w dziwnych okolicznościach.